# Вудбриџ (Илиноис)
Вудбриџ (енгл. Woodridge) град је у америчкој савезној држави Илиноис.

## Демографија
По попису из 2010. године број становника је 32.971, што је 2.037 (6,6%) становника више него 2000. године.
| Група             | 2000.          | 2010.          |
| Белци             | 21.671 (70,1%) | 20.942 (63,5%) |
| Афроамериканци    | 2.482 (8,0%)   | 2.938 (8,9%)   |
| Азијати           | 3.485 (11,3%)  | 4.127 (12,5%)  |
| Хиспаноамериканци | 2.839 (9,2%)   | 4.425 (13,4%)  |
| Укупно            | 30.934         | 32.971         |